# J'aimerais vous y voir !
 (juin 2018).
J'aimerais vous y voir ! est une émission de télévision française diffusée sur la chaîne LCP - Assemblée nationale.

## Descriptif
L'émission ressemble à Vis ma vie et est diffusée le jeudi et le samedi. Dans cette émission diffusée depuis 2009, des députés quittent l’hémicycle pour « vivre une immersion professionnelle inédite dans le quotidien d’un de ses administrés ».
Ségolène Fossard en est la productrice.